# Runenstein U 582

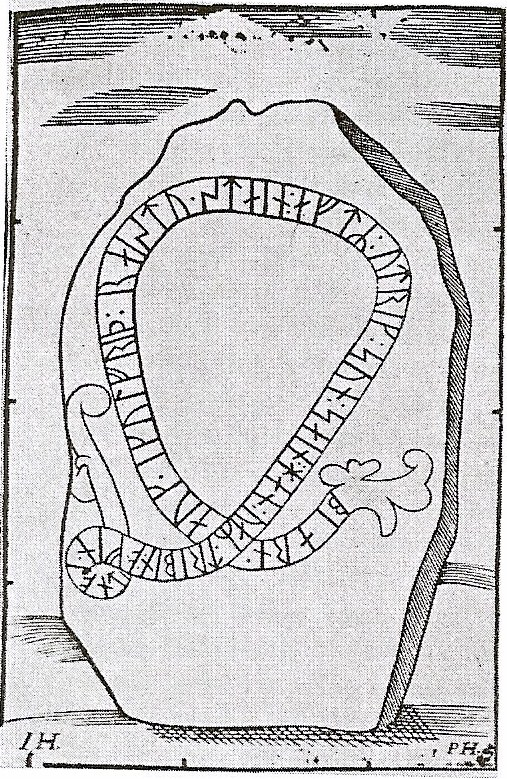
Runenstein U 582

Der Runenstein U 582 ist ein verloren gegangener Runenstein, der um 1830 noch in der Söderbykarls kyrka (Kirche) nördlich von Norrtälje in der Region Roslagen in Uppland in Schweden stand. Er ist einer der 14 schwedischen Ostsee-Runensteine. Viele Ostreisen der Wikinger gingen von Roslagen über Finnland nach Russland. Der Name Roslagen hat zum finnischen Begriff „Ruotsi“ für Uppland beigetragen.
Über 130 Runensteine werden analog zu markanten benutzten Worten in sieben Gruppen unterteilt: Ostsee- (das Baltikum und Finnland betreffend – 14 Steine), England- (30), Griechenland-Runensteine (30), Hakon-Jarl-Runensteine (3), Italien-Runensteine (2), Ingvarsteine (26) und etwa 30 Gardarike- oder Waräger-Runensteine (Russland, Weißrussland, die Ukraine und angrenzende Gebiete betreffend), die es auch in Dänemark und Norwegen in wenigen Exemplaren gibt.
Die Schrift, die auf den Beginn des 10. Jahrhunderts zurückgeht, ist die älteste bekannte Quelle, in der der Name Finnland enthalten ist. Der Stein hat ein Schlangenband ohne Irisches Koppel und christliches Kreuz.
Der Text lautet:
ᛒᛁᛅᚱᚾ᛫ᛅᚢᚴ᛫ᛁᚴᚢᛚᚠᚱᛁᚦ᛬ᚱᛅᛁᛋᛏᚢ᛫ᛋᛏᛅᛁᚾ᛬ᛅᚠᛏᛦ᛬ᚢᛏᚱᛁᚴ᛬ᛋᚢᚾ᛬ᛋᛅᛁᚾ᛬ᚼᛅᚾ᛬ᚢᛅᛦ᛫ᛏᚱᛁᛒᛁᚾ᛬ᚭ᛫ᚠᛁᚾ᛫ᛚᚭᚾᛏᛁ
[biarn auk * ikulfriþ : raistu : stain : aftʀ : utrik : sun : sain * han * uaʀ : tribin : o *fin*lonti]
„Bjôrn und Ígulfríđr setzten den Stein in Erinnerung an Ótryggr, ihrem Sohn. Er wurde in Finnland getötet“.